# The Right to Love (1920)
The Right to Love é um filme mudo do gênero drama produzido nos Estados Unidos e lançado em 1920.